# Nawal el Saadawi
Nawal el Saadawi (Arabisch: نوال السعداوى ) (Kafr Tahla (Al Qalyubiyah), 27 oktober 1931 - Caïro, 20 of 21 maart 2021) was een Egyptische gynaecologe, feministe, politiek activiste en schrijfster. Haar werk bevat toneelstukken en werken over de religieus opgelegde plichten van vrouwen in Abrahamitische religies (in het bijzonder de islam), geweld tegen vrouwen en mensenrechtenactivisten en feminisme.

## Jeugd
El Saadawi werd geboren in het kleine dorp Kafr Tahla aan de oevers van de Nijl in een gezin van in totaal negen  kinderen. Haar vader was een ambtenaar werkzaam bij het Ministerie van Onderwijs in Caïro, die tijdens de mislukte opstand van 1919 tegen de Britse koloniale troepen had gevochten. Hij was een gematigd progressief ingestelde man die haar zelfrespect aanleerde en voor haar mening uit te komen.
Op Nawal werd op zesjarige leeftijd infibulatie, een vorm van vrouwenbesnijdenis, toegepast, een praktijk die ze later wereldwijd bestrijden zou als "genitale en psychische verminking die de eerbaarheid van vrouwen vermindert en in strijd is met de islamitische leer".

## Carrière
El Saadawi ging geneeskunde studeren aan de Universiteit van Caïro en voltooide deze studie in 1955. In haar praktijkstage in haar geboortedorp werd ze zich bewust van de zware omstandigheden en de ongelijkwaardigheid die vrouwen op het platteland zich moesten getroosten. Nadat ze een van haar patiëntes probeerde te beschermen tegen het echtelijk geweld van de echtgenoot werd ze teruggeroepen naar Caïro.
Naderhand bereikte ze de status van Directeur Openbare gezondheid op het Ministerie van Gezondheid. In die functie ontmoette ze ook haar derde echtgenoot, Sherif Hetata, met wie ze de kantoorruimte deelde. Hetata had dertien jaar gevangenschap achter de rug vanwege zijn politieke stellingname.
Ook Nawal bleef niet verstoken van moeilijkheden vanwege haar kritiek op misstanden in de Egyptische samenleving: ze werd in 1972 ontslagen bij het Ministerie vanwege haar politieke activiteiten en haar boek "Women and sex". Dit soort tegenwerking kostte haar later ook de functie van hoofdredactrice van een medisch tijdschrift, en die van assistent-algemeen secretaris van de Medische Beroepsvereniging in Egypte.
Tussen 1973 en 1976 wijdde ze zich aan het bestuderen van neurosen bij vrouwen aan de Medische faculteit van de Ain-Shams-Universiteit in Caïro. Van 1979 tot 1980 was ze adviseur van Vrouwenprogramma's in Afrika en het Midden-Oosten van de Verenigde Naties. 
In 1980 stichtte ze een feministische pressiegroep in Egypte. Misstanden die ze via deze organisatie openlijk aankaartte waren vrouwenbesnijdenis, prostitutie, het islamitisch huwelijk, het recht op scheiden en moslimfundamentalisme.
De Egyptische regering bekeek de activiteiten van El Saadawi al langer met argwaan. De maatschappelijke onrust die haar controversiële activiteiten veroorzaakte werd gezien als een gevaar voor de stabiliteit van het land. In september 1981 werd ze gevangengenomen; president Sadat liet haar en circa 1600 andere opponenten van het in 1979 afgesloten vredesverdrag tussen Egypte en Israël oppakken (waaronder leden van de Moslimbroederschap) wegens 'misdaden tegen de staat', hetgeen een internationaal protest uitlokte. In november van dat jaar, een maand na de moord op Sadat, werd ze vrijgelaten. Een van haar uitspraken uit die tijd was: "Gevaar is een deel van mijn leven geworden sinds ik een pen heb gepakt en ben gaan schrijven. Niets is gevaarlijker dan waarheid in een wereld die liegt."
Omdat ze al sinds 1982 doodsbedreigingen kreeg van islamistische fundamentalisten verliet El Saadawi in 1991 Egypte en verhuisde naar de Amerikaanse staat North Carolina. Ze gaf in de Verenigde Staten college aan de Duke University te Durham en aan de Washington State University te Pullman in de staat Washington. 
In 1996 keerde ze terug naar Egypte en pakte haar politiek activisme daar weer op. Ze wilde zich kandidaat stellen voor de eerste vrije presidentiële verkiezingen in 2005, maar trok zich terug vanwege de zware voorwaarden die gesteld werden.
Begin februari 2007 werd ze in Mechelen, op doorreis vanuit Rotterdam, beroofd van het manuscript van haar nieuwste roman.
Sjeik Mohammed Sayyed Tantawi van de Al-Azhar Universiteit, in feite de meest gezaghebbende soennitische moslimgeestelijke, sprak eind februari 2007 een fatwa over haar uit en de doodstraf op grond van de sharia vanwege ridda (afvalligheid van het geloof). De aanleiding was El Saadawi's toneelstuk God Resigns at the Summit Meeting, waarin God een rol speelt. Deze constateert zoveel contradicties in de islamitische Heilige Boeken van de drie Abrahamitische geschriften, dat Hij abdicatie aanvraagt bij de duivel. Na het uitspreken van de fatwa door Sayyed Tantawi probeerde de Egyptische overheid El Saadawi haar nationaliteit af te nemen.
Ook een grap die ze gemaakt heeft over de sekse van God, die volgens haar geslachtsloos is omdat genitaliën niet een lichaamsloze godheid kunnen toebehoren; zij duidt Hem daarom aan met "ghie" (Arabisch voor "het"), en dit wordt beschouwd als een vervloeking en een belediging. Deze grap stond geciteerd in de Egyptische kranten en in Le Soir.
Omdat el Saadawi atheïst was en geen moslim, maar haar man wel, heeft ze vijf maanden lang juridische strijd moeten voeren om haar huwelijk geldig te laten verklaren.

## Boeken (in het Nederlands, Duits en Engels)
- I learned love (1957)
- Memoirs of a woman doctor (1958)
- Searching (1968)
- God dies by the Nile
- Women and sex (1972)
- The death of the only man in the world (1974)
- The hidden face of Eve: women in the Arab world (1977)
- The Circling’s song (1978)
- She has no place in paradise (1979)
- Woman at point zero (idem)
- Death of an ex-minister (1980)
- Tschador: Frauen im Islam (idem)
- Two women in one (1983)
- Memoirs from the women’s prison (1984)
- The fall of the imam (1987)
- De val van de imam (1990)
- My travels around the world (1991)
- Mijn reizen rond de wereld (1994)
- Vrouwengevangenis (idem)
- Awrāqī hayātī (1995)
- North/south: the Nawal El Saadawi reader (1997)
- De onschuld van de duivel: roman (idem)
- De zoektocht van Fouada (1998)
- A daughter of Isis: the autobiography of Nawal El Saadawi (1999)
- Love in the kingdom of oil (2001)
- Walking through fire: A life of Nawal El Saadawi (2002)
- De gesluierde Eva: vrouwen in de Arabische wereld (2005)

In samenwerking met Nawal el Saadawi:
- Women of the Arab world: the coming challenge: 1st Conference: Papers (1986)

Over Nawal el Saadawi:
- Woman against her sex: a critique of Nawal el-Saadawi / Georges Tarabishi
- Men, women, and God(s): Nawal El Saadawi and Arab feminist poetics / Fedwa Malti-Douglas (1995)
- A critical study of the works of Nawal El Saadawi, Egyptian writer and activist / Diana Royer (2001)
- Intersections: gender, nation, and community in Arab women’s novels / samengesteld door Lisa Suhair Mujaj, Paula W. Sunderman en Therese Saliba (2002)